# Flemingska palatset

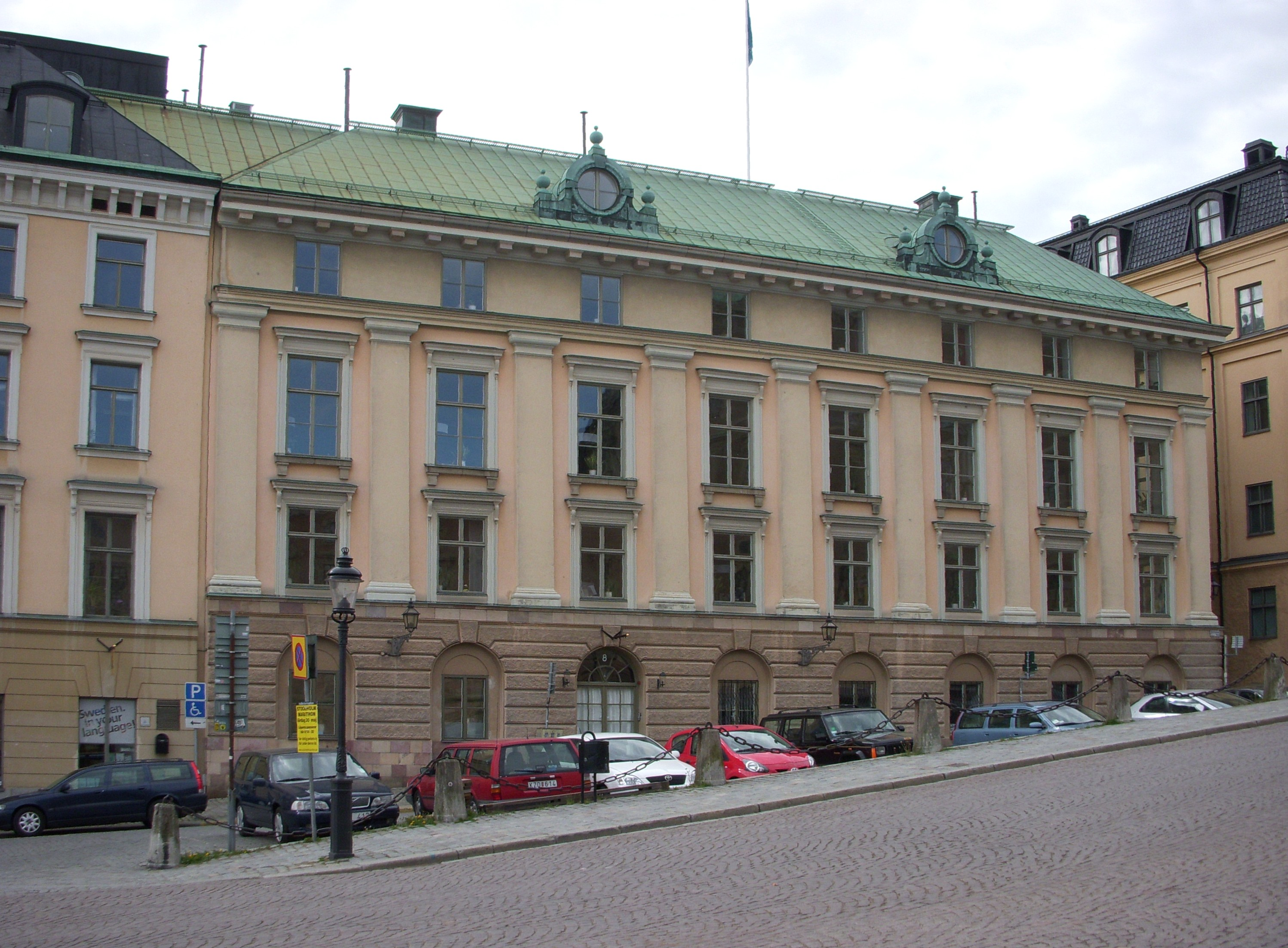
"Flemingska palatset", huset till vänster är före detta Stockholms telegrafstation.

Flemingska palatset eller Flemings palats är en byggnad i kvarteret Aeolus vid Slottsbacken 8 i Gamla stan i Stockholm.
Byggnaden är uppförd på 1650-talet för riksrådet Erik Fleming, troligen efter ritningar av Nicodemus Tessin d.ä., en annan källa anger Jean de la Vallée som arkitekt och blev ombyggd 1783 samt 1863. Byggnaden är uppförd av tegel i tre våningar och en attikavåning. Fasaderna är putsade och har gestaltats med en rusticerad bottenvåning och en kraftfull indelning med pilastrar som sträcker sig mellan våning ett och två. Putsen är i gul kulör och bottenvåningen går i ljust rödbrunt. 
Taket är kopparklätt och valmat med två runda takkupor mot Slottsbacken, takfoten är smyckad med ett kraftigt tandsnitt. Fönsteromfattningarna fick sin nuvarande utformning i samband med ombyggnaden 1863, som utfördes för grosshandlaren Frans Theodor Berlings räkning. 
Grannhuset med adress Skeppsbron 2 uppfördes mellan 1868 och 1870 för Kungl. Telegrafverket (sedermera Televerket) som innehöll Telegrafstyrelsen och Stockholms telegrafstation. År 1891 övertog Telegrafverkets pensionsanstalt Flemingska palatset och 1907 övertogs byggnaden av Kungl. Telegrafverket för Stockholms centraltelegrafstation. Båda byggnaderna ombyggdes och restaurerades genomgripande åren 1957–1959 av Kungl. Telestyrelsen efter ritningar av Ivar Tengbom. Invändigt är trapphuset och två rum med högklassig gustaviansk inredning från 1780-talet bevarade. 1992 förklarades palatset som byggnadsminne. Fastigheten förvärvades år 2006 av Fabege.
Verksamheten i huset är idag ett co-working space, Helio Slottsbacken. 

## Galleri

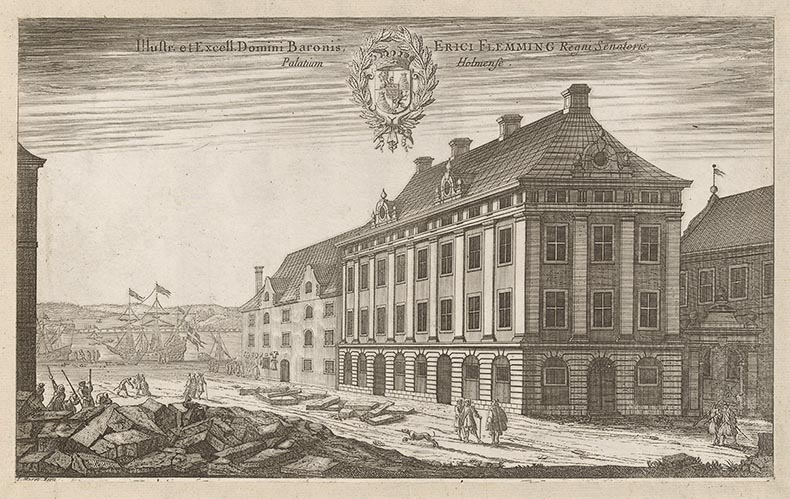
Palatset avbildat i Suecia antiqua et hodierna 1670
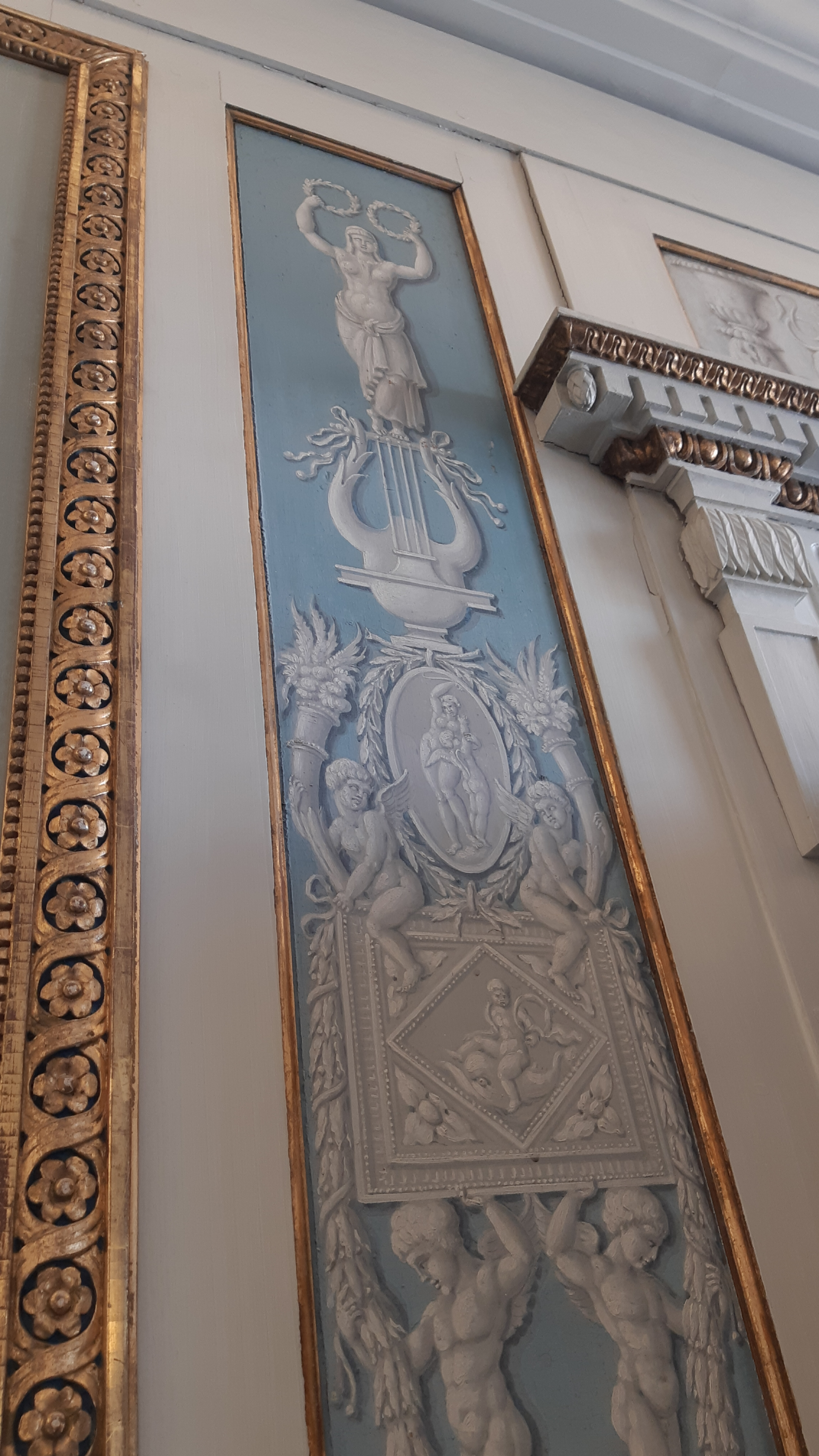
Detalj Flemingska salen.
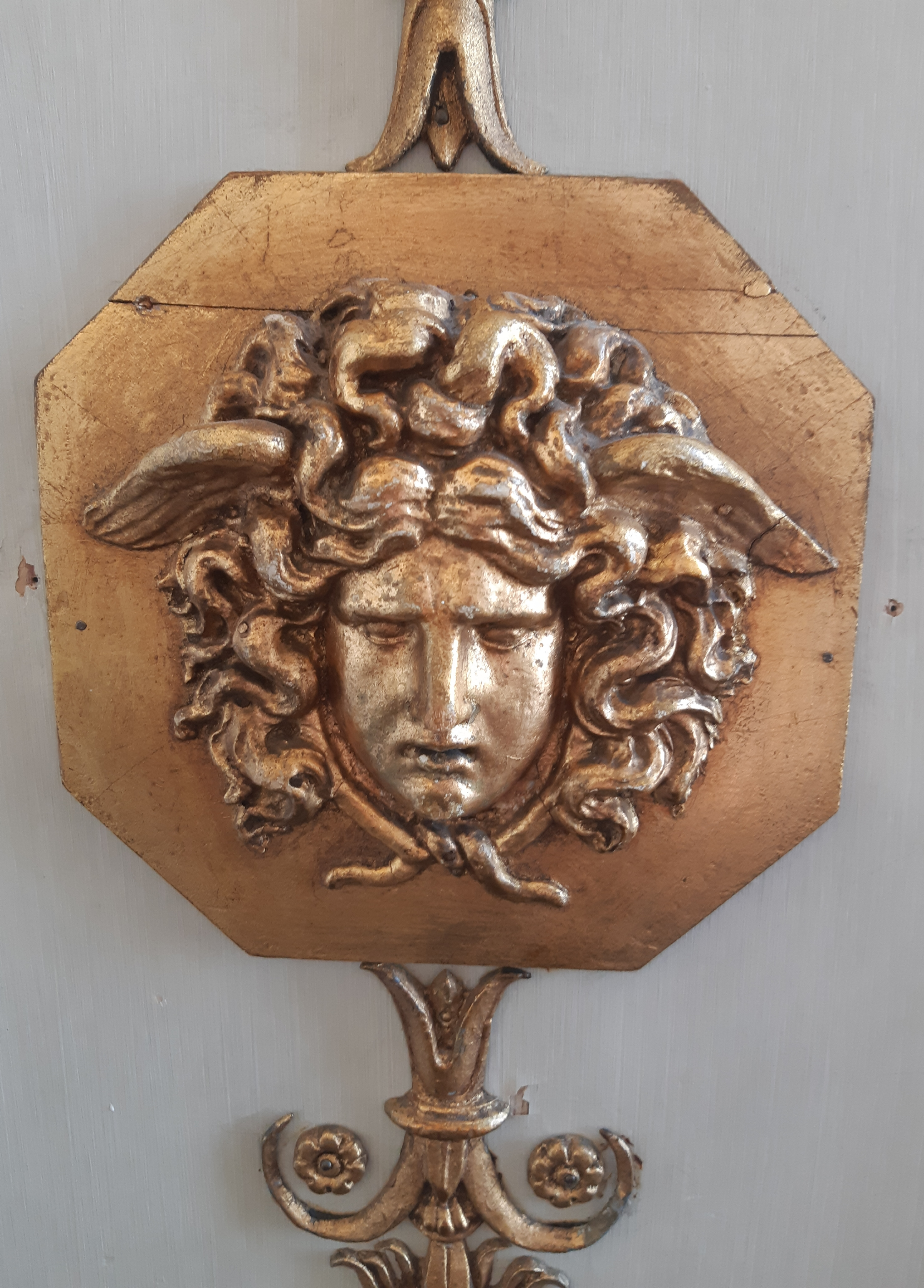
Detalj Flemingska salen.
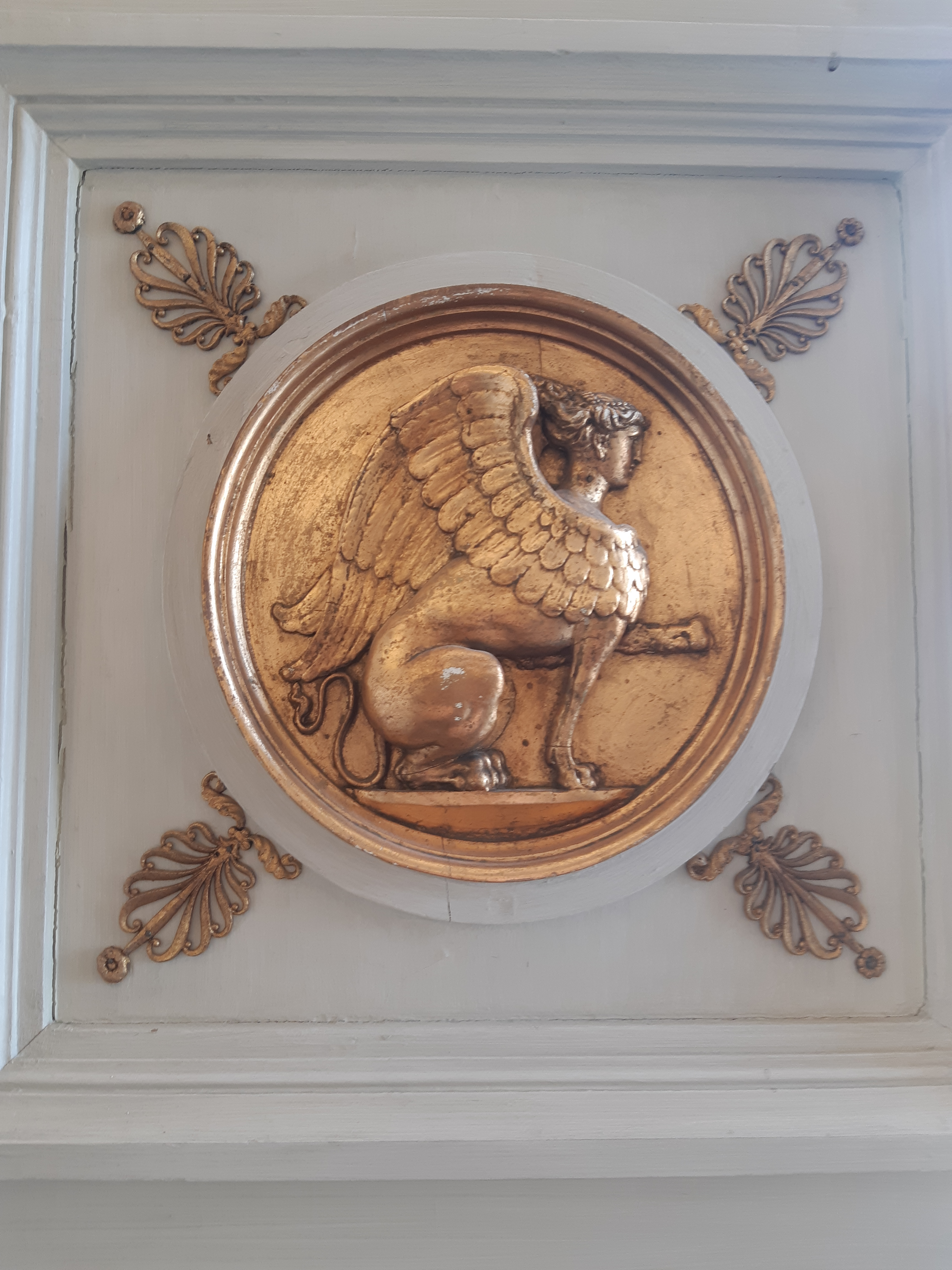
Detalj Flemingska salen.
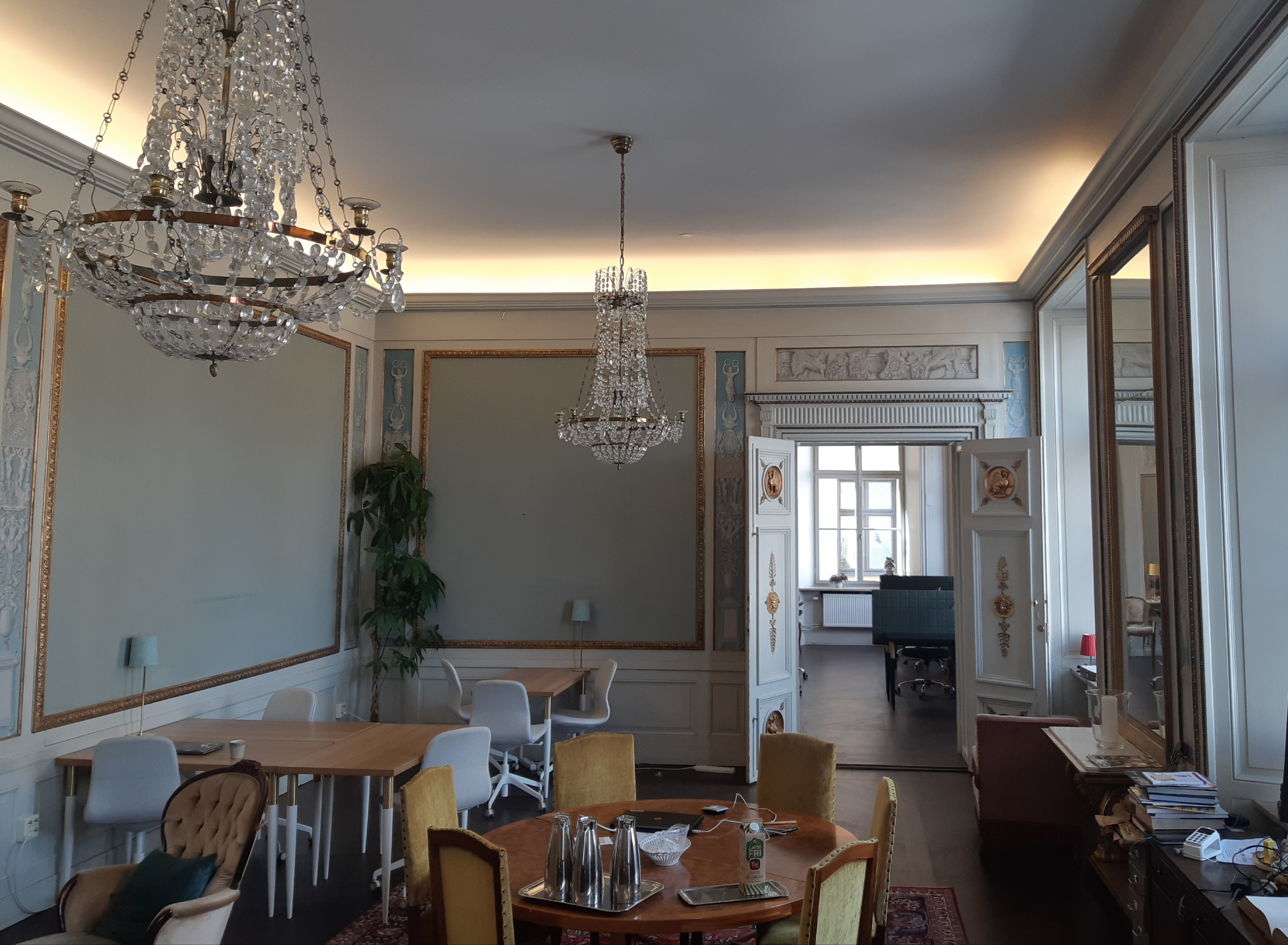
Flemingska salen.